# Аріана Лабед
Аріа́на Лабе́д (фр. Ariane Labed; нар. 8 травня 1984, Афіни, Греція) — французька акторка.

## Біографія та кар'єра
Аріана Лабед народилася 8 травня 1984 року в Греції у французькій сім'ї. Після 10-річного періоду навчання танцювальній майстерності поступила до Університеу Провансу за фахом «Теорія і практика мистецтва». Є однією із засновниць «Vasistas Theatre Company», де зіграла в усіх виступах.
У 2010 році отримала Кубок Вольпі за найкращу жіночу роль у фільмі «Аттенберг» на 67-му Венеційському кінофестивалі. Також знімалася у фільмах «Альпи» (2011) та «Лобстер» (2015) режисера Йоргоса Лантімоса.
У 2014 році зіграла головну роль у фільмі режисерки Люсі Борлето «Фіделіо, або Одіссея Аліси» за яку була номінована як найперспективніша акторка на премії «Люм'єр» та «Сезар». В 2015 році почалися зйомки фільму Assassin`s Creed де Аріана зіграла асасина Марію.

## Фільмографія (вибіркова)
| Рік  |   | Українська назва           | Оригінальна назва          | Роль                                         |
| ---- | - | -------------------------- | -------------------------- | -------------------------------------------- |
| 2010 | ф | Аттенберг                  | Attenberg                  | марина                                       |
| 2011 | ф | Альпи                      | Άλπεις                     | гімнастка                                    |
| 2013 | ф | Перед північчю             | Before Midnight            | Анна                                         |
| 2014 | ф | Фіделіо, або Одіссея Аліси | Fidelio, l'odyssée d'Alice | Еліс                                         |
| 2014 | ф | Острів кохання             | Love Island                | Ліліана                                      |
| 2015 | ф | Заборонена кімната         | The Forbidden Room         | Алісія Ворлок, покоївка                      |
| 2015 | ф | Упередження                | Prejudice                  | Кароліна                                     |
| 2015 | ф | Лобстер                    | The Lobster                | служниця                                     |
| 2016 | ф | Кредо вбивці               | Assassin's Creed           | Марія                                        |
| 2016 | с | Чорне дзеркало             | Black Mirror               | Катаріна (Епізод: "Ніхто не хотів стріляти") |
| 2018 | ф | Марія Магдалина            | Mary Magdalene             | Рейчел                                       |
| 2019 | ф | Сувенір                    | The Souvenir               | Гаранс                                       |
| 2021 | ф | Сувенір: Частина 2         | The Souvenir Part II       | Гаранс                                       |
| 2024 | ф | Бруталіст                  | The Brutalist              | Софія                                        |

## Визнання
| Рік                                              | Категорія                      | Фільм                      | Результат |
| ------------------------------------------------ | ------------------------------ | -------------------------- | --------- |
| Венеційський кінофестиваль                       |                                |                            |           |
| 2010                                             | Кубок Вольпі найкращій акторці | Аттенберг                  | Перемога  |
| Європейський кінофестиваль перших фільмів в Анже |                                |                            |           |
| 2011                                             | Найкраща акторка               | Аттенберг                  | Перемога  |
| Приз Грецької кіноакадемії                       |                                |                            |           |
| 2011                                             | Найкраща акторка               | Аттенберг                  | Перемога  |
| Софійський міжнародний кінофестиваль             |                                |                            |           |
| 2012                                             | Спеціальна згадка              | Альпи                      | Перемога  |
| Міжнародний кінофестиваль у Локарно              |                                |                            |           |
| 2014                                             | Найкраща акторка               | Фіделіо, або Одіссея Аліси | Перемога  |
| Премія «Люм'єр»                                  |                                |                            |           |
| 2005                                             | Найкраща молода акторка        | Фіделіо, або Одіссея Аліси | Номінація |
| Премія «Сезар»                                   |                                |                            |           |
| 1900                                             | Найперспективніша акторка      | Фіделіо, або Одіссея Аліси | Номінація |